# لیلا مطوع
لیلا مطوع (عربی: لیلی المطوع) (زادهٔ ۱۹۸۷) یک داستان‌نویس و روزنامه‌نگار بحرینی است. او به خاطر نوشتن رمان‌هایی با محوریت دیدگاه زنانه در جامعه‌ای با عناصر بنیادگرای قوی شناخته می‌شود.

## حرفه
او در سال ۲۰۱۶ در جشنواره جایزه بین‌المللی ادبیات داستانی عربی که به اختصار «بوکر» نامیده می‌شود، شرکت کرد. در سال ۲۰۱۹ برای کتاب «چند ریه برای ساحل» از سوی سازمان آموزشی، علمی و فرهنگی ملل متحد از او تقدیر شد و آن کتاب در سال ۲۰۲۰ منتشر شد.
او در سال ۲۰۲۰ به عنوان مهمان در نمایشگاه بین‌المللی کتاب شارجه شرکت کرد. در سال ۲۰۲۱ نیز برای شرکت در جشنواره ادبیات لیون کاندید شد.

## زندگی
لیلا در سال ۱۹۸۷ در منطقه محرق بحرین در خانواده‌ای سخت‌گیر به دنیا آمد. او عشق به مطالعه را از پدرش آموخت که پس از درگذشت پدرش کتابخانه‌ای حاوی شاهکارهای ادبیات جهان برای او بر جای ماند. مادرش نیز در تقویت عشق او به مطالعه کمک بسیاری کرد.
او در اوایل دهه بیست زندگی خود به تنهایی به امارات متحده عربی سفر کرد و در آنجا فکر نوشتن رمان به ذهنش خطور کرد: اولین رمان او «تماشای عاشق شدن دوستم با مردی بد» نام داشت که نوشتن آن از سال ۲۰۰۸ تا انتشار آن در سال ۲۰۱۲ طول کشید که نام آن به «قلب من برای فروش نیست» تغییر کرد.

## کارها
- ۲۰۱۲: قلب من برای فروش نیست
- ۲۰۱۵: رؤیاها هرگز نمی‌میرند[۷]
- ۲۰۲۰: چند ریه برای ساحل[۳]